# Municipio de Dodds (Illinois)
El municipio de Dodds (en inglés: Dodds Township) es un municipio ubicado en el condado de Jefferson en el estado estadounidense de Illinois. En el año 2010 tenía una población de 2647 habitantes y una densidad poblacional de 27,65 personas por km².

## Geografía
El municipio de Dodds se encuentra ubicado en las coordenadas 38°15′17″N 88°52′48″O / 38.25472, -88.88000. Según la Oficina del Censo de los Estados Unidos, el municipio tiene una superficie total de 95.73 km², de la cual 95,23 km² corresponden a tierra firme y (0,53 %) 0,51 km² es agua.

## Demografía
Según el censo de 2010, había 2647 personas residiendo en el municipio de Dodds. La densidad de población era de 27,65 hab./km². De los 2647 habitantes, el municipio de Dodds estaba compuesto por el 95,01 % blancos, el 2,68 % eran afroamericanos, el 0,19 % eran amerindios, el 0,3 % eran asiáticos, el 0,26 % eran de otras razas y el 1,55 % eran de una mezcla de razas. Del total de la población el 1,74 % eran hispanos o latinos de cualquier raza.